# Randy Neugebauer
Robert Randolph Neugebauer, detto Randy (Saint Louis, 24 dicembre 1949), è un politico statunitense, membro della Camera dei Rappresentanti per lo stato del Texas dal 2003 al 2017.

## Biografia
Nato in Missouri e cresciuto in Texas, Neugebauer si diplomò come contabile e per diversi anni svolse la professione di agente immobiliare.
Entrato in politica con il Partito Repubblicano, nel 1992 Neugebauer venne eletto nel consiglio comunale di Lubbock, dove rimase fino al 1998. Per due anni (dal 1994 al 1996) fu anche sindaco pro-tempore della città.
Nel 2003 il deputato repubblicano Larry Combest decise di lasciare la Camera dei Rappresentanti per motivi familiari e così vennero indette delle elezioni speciali per assegnare il suo seggio; Neugebauer si candidò e riuscì a farsi eleggere, per poi essere sempre riconfermato negli anni successivi, fin quando annunciò il proprio ritiro nel 2016.
Neugebauer, che si configura come un repubblicano estremamente conservatore, è ritenuto un esponente del Tea Party. Sposato con Dana Collins, è padre di due figli, Todd e Toby.